# Аэридес
Аэ́ридес, или Э́ридес (лат. Aërides) — род многолетних травянистых растений семейства Орхидные.
Включает 25 эпифитных, реже литофитных или наземных видов распространенных в Юго-Восточной Азии, от Китая и Японии до Новой Гвинеи.
Сокращение родового названия в орхидологической литературе — Aer..

## Синонимы
- Aëeridium Salisb., 1812
- Dendrorkis Thouars, 1822
- Orxera Raf., 1838
- Aëridium Pfeiff., 1873

## Биологическое описание
Моноподиальные растения средних размеров. Туберидии отсутствуют. По внешнему виду напоминают представителей рода ванда, хотя виды рода эридес легко отличить от первых по своеобразной красновато-буроватой окраске старых стеблей и остатков оснований листьев. Листья линейные, кожистые.
Цветки характерной формы, с расходящимися чашелистиками и лепестками, яркие, часто ароматные, многочисленные. У большинства видов собраны в плотную или рыхлую изогнутую более или менее цилиндрической формы кисть, цветки открываются почти одновременно, что делает соцветие крайне эффектным. Губа трехлопастная, со шпорцем у основания. Колонка короткая, часто имеет причудливую форму и напоминает миниатюрную птичью голову. Булавовидных поллиниев — 2.

## Виды

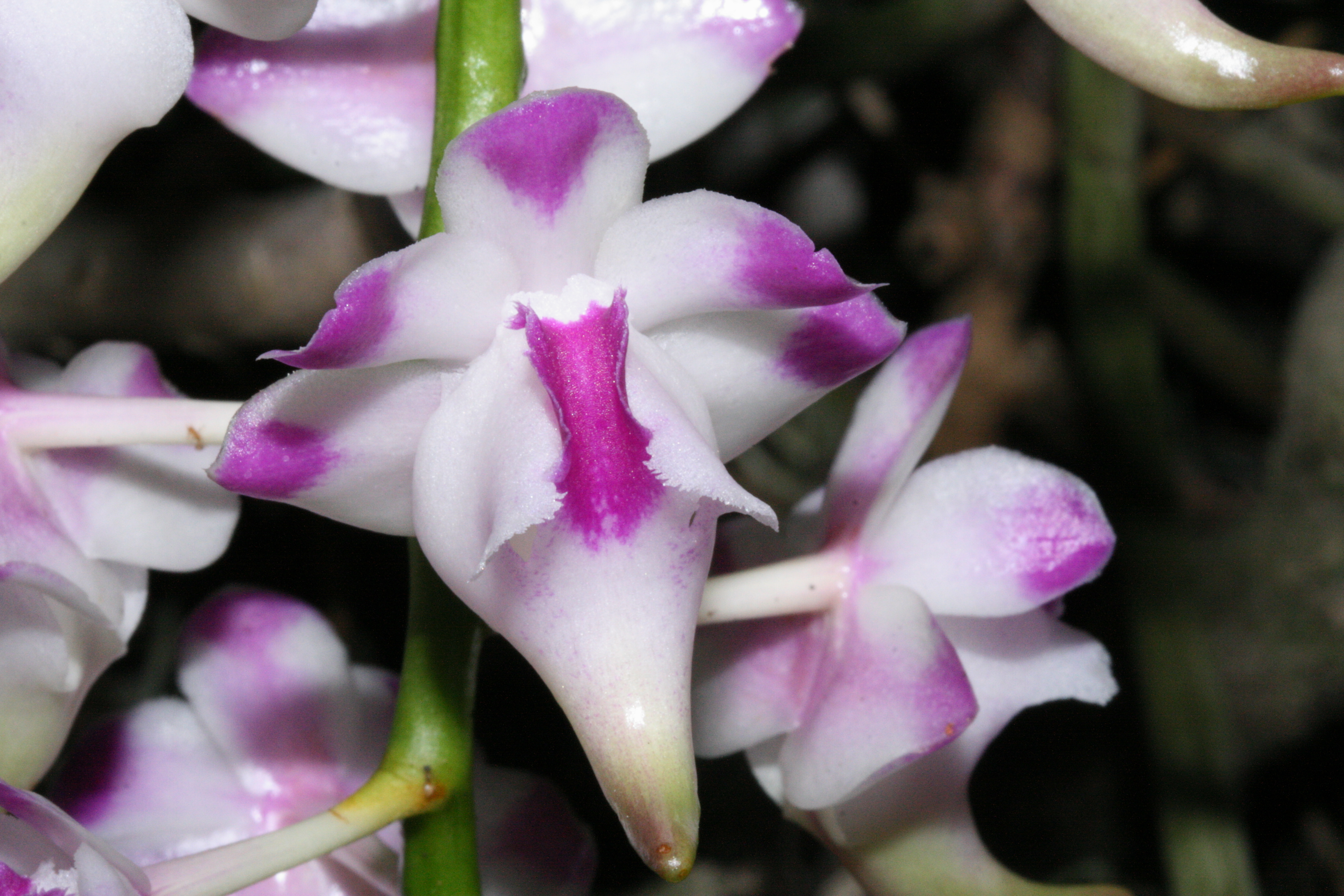
Aerides lawrenciae

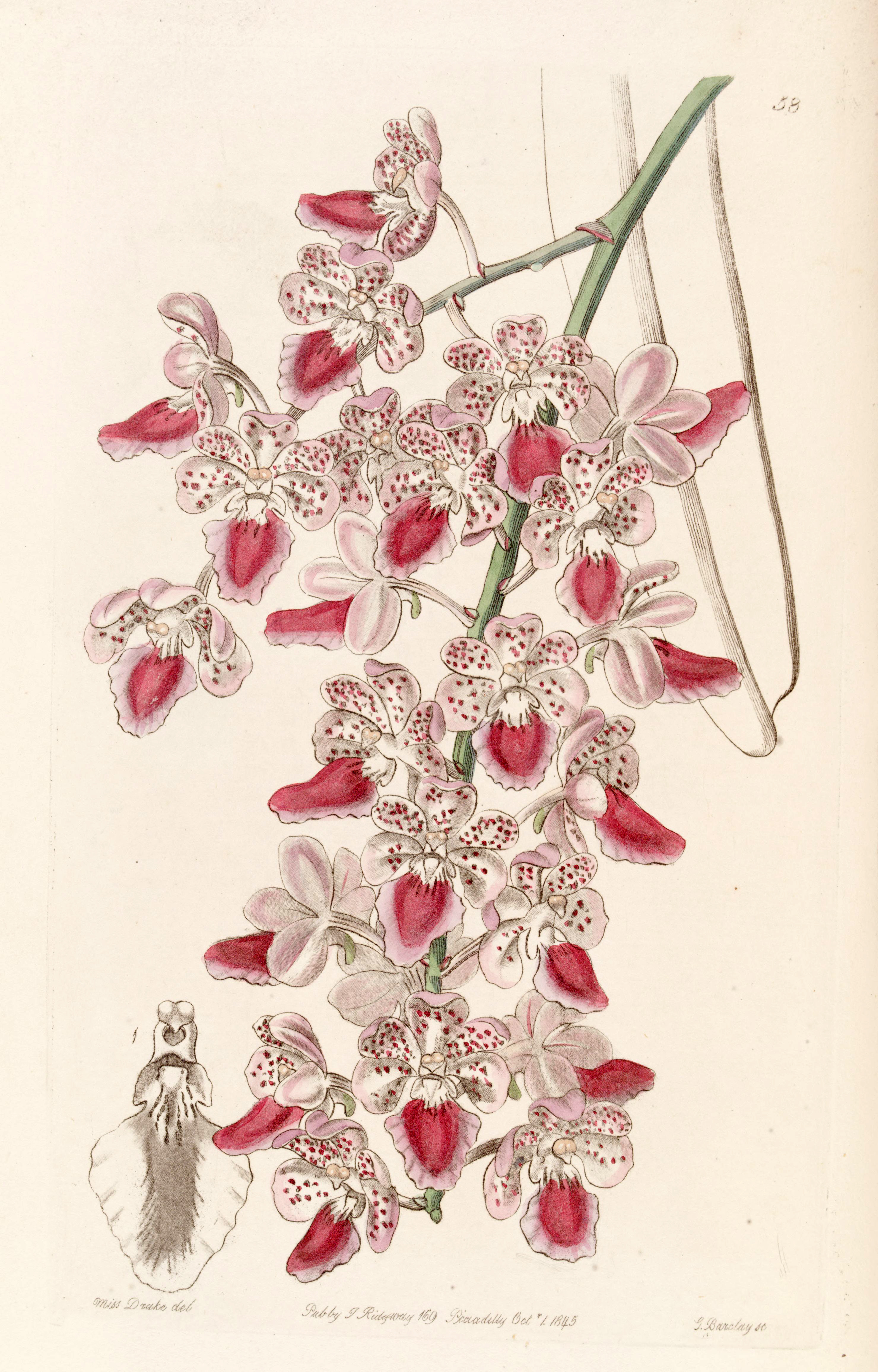
Aerides maculosa
Ботаническая иллюстрация из Edwards’s Botanical Register, volume 31 (NS 8) plate 58. 1845 г.

По информации базы данных The Plant List (2013), род включает 31 вид
.
- Aerides augustiana Rolfe, 1889
- Aerides crassifolia C.S.P.Parish ex Burb., 1873
- Aerides crassifolium Parish & Rchb.f.
- Aerides crispa Lindl., 1833 — Аэридес курчавый
- Aerides crispum Lindl.
- Aerides emericii Rchb.f., 1882
- Aerides falcata Lindl. & Paxton, 1851
- Aerides houlletiana Rchb.f., 1872
- Aerides huttonii (Hook.f.) J.H.Veitch, 1891
- Aerides inflexa Teijsm. & Binn., 1862
- Aerides × jansonii Rolfe
- Aerides krabiensis Seidenf., 1972
- Aerides lawrenceae Rchb.f., 1883
- Aerides leeana Rchb.f., 1881
- Aerides macmorlandii B.S.Williams, 1855
- Aerides maculosa Lindl., 1845
- Aerides multiflora Roxb., 1820 — Аэридес многоцветковый
- Aerides multiflorum Roxb.
- Aerides odorata Lour., 1790
- Aerides odoratum Reinw. ex Blume
- Aerides orthocentra Hand.-Mazz., 1938
- Aerides quinquevulnera Lindl., 1833
- Aerides ringens (Lindl.) C.E.C.Fisch., 1928
- Aerides roebelenii Rchb.f., 1884
- Aerides rosea Lodd. ex Lindl. & Paxton, 1850
- Aerides roseum Lodd. ex J.Paxton
- Aerides savageana A.H.Kent, 1891
- Aerides shibatiana Boxall ex Náves, 1880
- Aerides sukauensis Shim, 2004
- Aerides thibautiana Rchb.f., 1866
- Aerides timorana Miq., 1859

Природные (естественные) гибриды
- Aerides × jansonii Rolfe, 1890 (A. falcata × A. odorata)